# Michał Poleski
Michał Antoni Kazimierz Poleski herbu Poraj (ur. 1839 w Rokitnie Szlacheckim zm. 1917 w Warszawie) – syn Józefa Poleskiego i Ludwiki Szembek (córki Józefa Ignacego Szembeka). Właściciel dóbr Rokitno Szlacheckie i Włodowice.
W roku 1861 ukończył Gimnazjum Realne w Warszawie, po czym rozpoczął studia przyrodnicze w kilku ośrodkach europejskich, m.in. na Uniwersytecie w Heidelbergu. Po wybuchu powstania styczniowego przerwał naukę i uczestniczył w walkach na terenie Królestwa Kongresowego, m.in. w bitwie pod Kuźnicą Masłońską 22 marca 1863 roku. Po rozbiciu oddziałów powstańczych został uwięziony w X Pawilonie Cytadeli Warszawskiej. Po uwolnieniu kontynuował studia w Paryżu, skąd powrócił około roku 1870. Osiadł w należącym do rodziny pałacu we Włodowicach, gdzie utworzył prywatną szkołę agronomiczną wyposażoną w laboratoria, bibliotekę oraz kolekcję zbiorów przyrodniczych. W tym czasie pełnił także funkcję sędziego pokoju w Pilicy. Po śmierci rodziców przeprowadził się do Rokitna Szlacheckiego. Do istniejącego tam drewnianego dworu z końca XVIII wieku dobudował nową murowaną część w stylu neogotyckim. Do dworu przeniesiona została biblioteka, zgromadzono tu również zbiory pamiątek narodowych, dzieł sztuki i rzemiosła artystycznego. Efektem zainteresowań krajoznawczych było opublikowanie w 1913 roku pracy dotyczącej zamku w Ogrodzieńcu. Przygotowywał także inną książkę, która dotyczyć miała historii Włodowic, praca ta jednak nie została ukończona. Na terenie rodzinnych posiadłości uruchomił kopalnie węgla brunatnego oraz rudy żelaza. W chwili wybuchu I wojny światowej rodzina wyjechała do Warszawy, gdzie w 1917 roku Michał Poleski zmarł. Został pochowany na cmentarzu powązkowskim.